# Geoffrey de Mandeville (Konstabler)
Geoffrey de Mandeville († um 1100) war Konstabler des Tower aus dem Adelsgeschlecht Mandeville.
Sein Name bezieht sich auf den Ort (Thil-)Manneville (Magnavilla, Mannevilla). Er war einer der wichtigen im Domesday Book verzeichneten Grundbesitzer und einer der großen Magnaten der Zeit des Königs Wilhelm I., der ihn mit umfangreichen Ländereien vor allem in Essex sowie in zehn weiteren Grafschaften belehnt hatte. Er diente als Sheriff in London und Middlesex, vermutlich auch in Essex und Hertfordshire.
Geoffrey de Mandeville schloss zwei Ehen, die erste mit Athelaise (Adeliza), die zweite mit Lescelina. Aus der ersten Ehe hatte er einen Sohn, William de Mandeville, der sein Erbe wurde, und eine Tochter, Beatrix, die Geoffroi de Boulogne, Lord of Carshalton heiratete, vermutlich ein außerehelicher Sohn von Graf Eustach II. von Boulogne und damit Halbbruder von Gottfried von Bouillon, Eustach III. von Boulogne und König Balduin I. von Jerusalem (Haus Boulogne). Die zweite Ehe blieb kinderlos.
Geoffrey und Lescelina sind die Gründer des Klosters Hurley als Ableger von Westminster Abbey.
Siehe auch: Begleiter Wilhelms des Eroberers